# Diascia ramosa
Diascia ramosa är en flenörtsväxtart som beskrevs av S. Elliot. Diascia ramosa ingår i släktet tvillingsporrar, och familjen flenörtsväxter. Inga underarter finns listade i Catalogue of Life.